# 珍無腸動物
珍無腸動物（ちんむちょうどうぶつ）は、互いに近縁と考えられるチンウズムシ類と無腸動物を含む動物群で、珍無腸動物門 phylum Xenacoelomorpha として1門のレベルに置かれる。共に元は扁形動物だと思われており、分子系統解析により独立した分岐群として解釈された新しい動物門である。珍無腸形動物（ちんむちょうけいどうぶつ、珍無腸形動物門）と呼ばれることもある。

## 研究史

### 無腸動物
1870年、Uljaninにより無腸目 Acoela Uljanin, 1870が設立された。1940年、Karlingにより皮中神経目 Nemertodermatida Karling, 1940が設立された。これらは1986年まで扁形動物門の渦虫綱の中に含められていたが、Smithらにより、扁形動物の伝統的な分類は否定され、無腸動物（無腸目+皮中神経目）、小鎖状類 Catenulida、そして有棒状体類 Rhabditophora（残りの渦虫綱+寄生性扁形動物）の3系統に分かれることが示唆された。そして1985年、Ehlersにより無腸動物門 Acoelomorpha Ehlers, 1985が設立された。1999年にRuiz-Trilloらにより報告された分子系統の結果、扁形動物には含まれず、初期に分岐した左右相称動物であることが示唆された。

### 珍渦虫
1949年、Westbladによりチンウズムシ Xenoturbella bocki Westblad, 1949が記載され、1999年にはOlle Israelssonにより2種目X. westbladi Israelsson, 1999が報告されたが、近年の解析によりX. bockiと同一種であることが判明した。1997年のNorenとJondeliusの研究では、二枚貝に近い軟体動物であろうとされたが実際には、これはサンプルにこの動物が食べた軟体動物の幼生が混入していたためだと考えられている。Bourlatらは、腸を綺麗に取り除き2003年にDNAによる系統研究を行ったところ、後口動物に属する独立のグループと考えられ、2006年にはBourlatらの研究により棘皮動物などに近い独立の門、珍渦虫動物門 Xenoturbellida Bourlat et al., 2006を構成するとされた。

### 統合
2011年、Philippeや中野裕昭らはチンウズムシ X. bocki の自然産卵による卵と胚の観察結果を報告し、摂食性の幼生期を経ない直接発生型であるなどの共通点から、珍渦虫動物 Xenoturbellida と無腸動物 Acoelomorphaをともに珍無腸動物門 Xenacoelomorpha Philippe et al., 2011という動物門を構成することを提唱した。

## 系統
2011年の報告では、脊椎動物や棘皮動物と同じ新口動物（後口動物）とされた。2016年のRouseらによる研究結果では、ゲノム解析によっても無腸動物と珍渦虫動物は類縁にあることが示されたが、その位置は左右相称動物の基部であり、上記と矛盾する。
系統的位置は定まっていないが、珍渦虫動物と無腸動物の類縁性は分子系統解析から強く支持され、その共通祖先は両者の共通した性質を持っていたと推測される。

## 下位分類

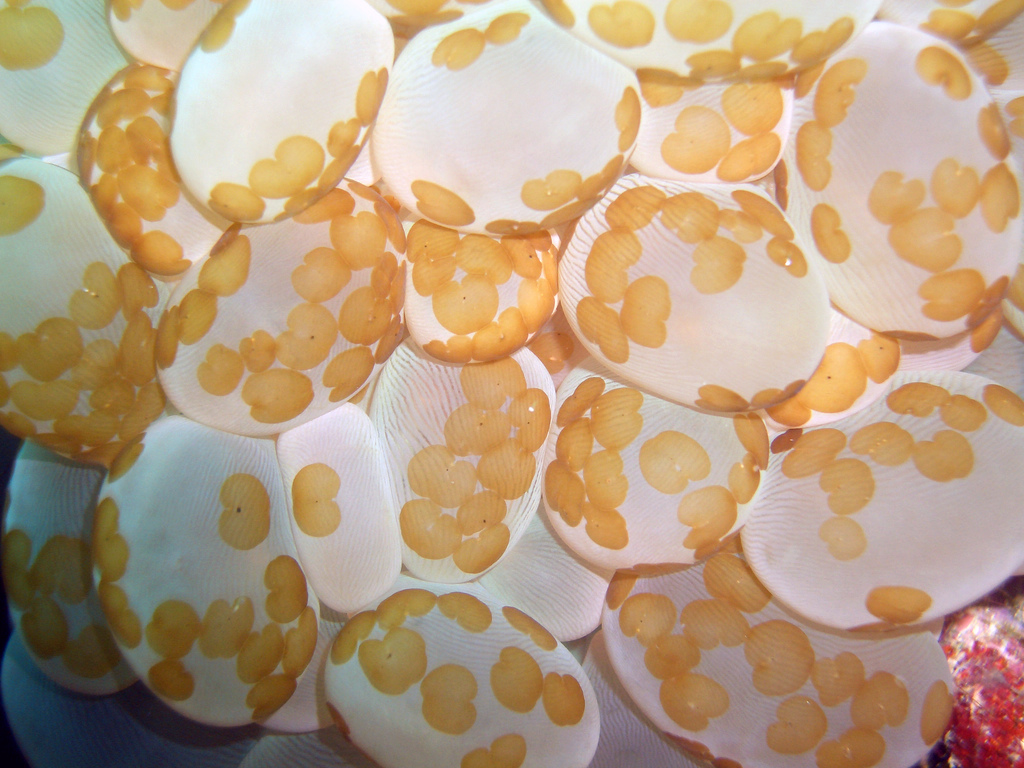
サンゴの一種 sp.の上に付着する無腸動物 sp.

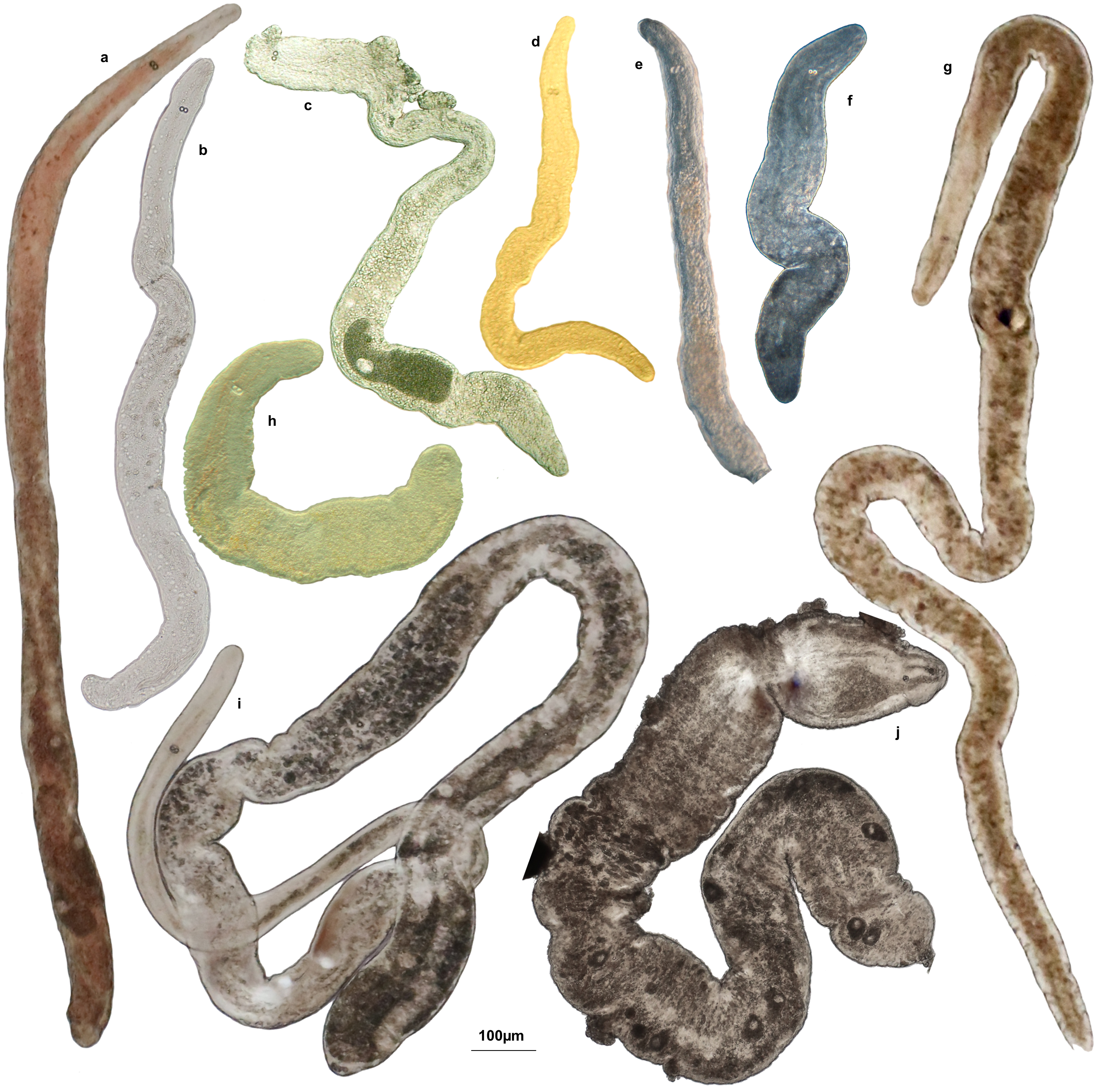
様々な皮中神経類。a –, b – S. psammicola, c – S. martindalei, d – S. ylvae, e – S. variabilis, f – S. variabilis, g –, h - S. rubra, i – N. glandulosum, j – N. wolfgangi。

無腸動物 Acoelomorphaと珍渦虫類 Xenoturbellidaが含まれ、前者は無腸目 Acoelaと皮中神経目 Nemertodermatidaが含まれる。2018年現在、無腸目には約380種、皮中神経目には約10種が含まれ、珍渦虫類は6種が発見されている。また、珍渦虫類は小型で650 m以浅に棲息する2種と、大型で1700 m以深に生息する4種の2グループに分かれる。
以下に科までの下位分類を示す。無腸目の分類はTyler & Schilling in Zhang (2011) による。
- 珍無腸動物門 phylum Xenacoelomorpha Philippe et al., 2011
  - 無腸動物亜門[13] subphylum Acoelomorpha Ehlers, 1985 または 無腸綱[2] class Acoelomorpha Ehlers, 1985
    - 無腸目 order Acoela Uljanin, 1870
      - family Actinoposthiidae Hooge, 2001
      - family Antigonariidae Dörjes, 1968
      - family Antroposthiidae Faubel, 1976
      - family Nadinidae Dörjes, 1968 [Myostomellidae Riedl, 1954]
      - family Taurididae Kostenko, 1989
      - family Diopisthoporidae Westblad, 1940
      - Bitesticulata Jondelius et al., 2011
        - family Paratomellidae Dörjes, 1966
        - Bursalia Jondelius et al., 2011
          - Prosopharyngida Jondelius et al., 2011
            - family Hallangiidae Westblad, 1946
            - family Hofsteniidae Bock, 1923
            - family Solenofilomorphidae Dörjes, 1968

          - Crucimusculata Jondelius et al., 2011
            - family Dakuidae Hooge, 2003
            - family Isodiametridae Hooge & Tyler, 2005
            - family Otocelididae Westblad, 1948
            - family Proporidae Graff, 1882 (Haploposthiidae Westblad, 1948 および Polycanthiidae Hooge, 2003を含む)
            - Aberrantospermata Jondelius et al., 2011
              - family Mecynostomidae Dörjes, 1968 (Childiidae Dörjes, 1968を含む)
              - コンボルータ科[14]（コンボルタ科）[2] family Convolutidae Graff, 1905 (Anaperidae Dörjes, 1968 および Sagittiferidae Kostenko & Mamkaev, 1990を含む) - ナイカイムチョウウズムシ Praesagittifera naikaiensis[14][2]、ワミノアムチョウウズムシ Waminoa litus[15]、オニムチョウウズムシ Amphiscolops oni[16]

    - 皮中神経目 order Nemertodermatida Karling, 1940
      - family Ascopariidae Sterrer, 1998
      - family Nemertodermatidae Steinböck, 1930

  - 珍渦虫動物亜門[17] subphylum Xenoturbellida Westblad, 1949
    - 珍渦虫科 family Xenoturbellidae Westblad, 1949

## 形態
袋状の消化器官と神経網を持ち、体制は体腔、中枢神経系、肛門、呼吸器、循環器、排出器を欠く。系統上の位置が不明なことからも、この単純な体制は祖先的な単純さであるのか、二次的に退化したものであるのかは不明である。